# الوليد بن الوليد بن المغيرة
الوليد بن الوليد بن المغيرة بن عبد الله المخزومي القرشي هو صحابي وأخو الصحابي خالد بن الوليد.

## نسبه
هو الوليد بن الوليد بن المغيرة بن عبد الله بن عمرو بن مخزوم بن يقظة بن مرة بن كعب بن لؤي بن غالب بن فهر بن مالك بن قريش بن كنانة المخزومي القرشي.
أمه صخرة بنت الحارث بن عبدالله بن عبادة بن علي بن قيس بن إياد بن معاوية بن أفرك بن أَفصي بن نذير بن قسر بن عبقر البجلية.

## مشاركته في بدر وأسره
شهد بدرًا مشركًا، فأسره عبد الله بن جحش، وقيل: أسره سليك المازني الأنصاري، فقدِمَ في فدائه أخواه خالدٌ وهشام، وكان هشام أخا الوليد لأبيه وأمِّه، فتمنع عبد الله بن جحش حتى افتداه بأربعة آلاف درهم، فجعل خالدٌ لا يبلغ ذلك، فقال له هشام: ألأنه ليس بابن أمِّك! والله لو أبى فيه إلا كذا وكذا لفعلت. ويُقال: إن النبيَّ محمَّدًا ﷺ قال لعبد الله بن جحش: لا تقبل في فدائه إلا شِكَّة أبيه الوليد، وكانت الشِّكَّة: دِرعًا فضفاضة، وسيفًا وبيضة. فأبى ذلك خالدٌ وأجاب هشام بذاك الجواب، فأقيمت الشِّكَّة بمئة دينار، فسلَّماها إلى عبد الله بن جحش. فلمَّا افتُدِيَ أسلم، فقيل له: هلَّا أسلمتَ قبل أن تفتَدي؟ قال: كرهتُ أن تظنُّوا بي أني أسلمت جزَعًا من الأسر، فحبسه قومُه بمكة.
كان النبيُّ يدعو له فيمن دعا لهم من المُستضعَفين المؤمنين بمكة، ثم أفلت من أسرهم ولحقَ بالنبيِّ، وشهد معه عُمرة القضية.

## وفاته
قيل: إن الوليد لمَّا أفلت من مكة وسار على رجليه ماشيًا، فطلبوه فلم يُدركوه، فنكبت إصبَعُه، فمات عند بئر أبي عِنبة على ميلٍ من المدينة.
لمَّا توفي الوليدُ قالت أم سلمة زوجُ النبي وهي ابنة عمِّه:

## في التلفاز
- 2012: مسلسل عمر عن قصة حياة عمر بن الخطاب بطولة سامر إسماعيل. وقام بدور الوليد بن الوليد الممثل غزوان الصفدي.